# كلية الطب (جامعة أسوان)
كلية الطب جامعة أسوان التي أُنشئت بالقرار الجمهورى رقم (200) لسنة 2013 وبدأت الدراسة بها في العام الجامعى 2014/2013.

## أقسام الكلية

### الأقسام الأكاديمية
- قسم الطب الشرعى والسموم الإكلينيكة
- قسم الكيمياء الحيوية الطبية والبيولوجيا الجزيئية
- قسم الميكروبيولوجيا الطبية والمناعة
- قسم الفسيولوجيا الطبية (علم وظائف الأعضاء)
- قسم الهستولوجيا (علم الانسجة وبيولوجيا الخلية)
- قسم الباثولوجيا (علم الأمراض)
- قسم الفارماكولوجيا الطبية
- قسم الطفيليات الطبية
- قسم التشريح الآمى وعلم الأجنة
- قسم الصحة العامة وطب المجتمع

### الأقسام الإكلينيكية
- قسم جراحة الأوعية الدموية
- قسم جراحة المخ والأعصاب
- قسم جراحة التجميل
- قسم جراحة العظام
- قسم جراحة المسالك البولية والتناسلية
- قسم طب وجراحة العيون
- قسم علاج الأورام والطب النووى
- قسم الأشعة التشخيصية
- قسم الأمراض الجلدية والتناسلية
- قسم أمراض النسا والتوليد
- قسم طب القلب والأوعية الدموية
- قسم جراحة القلب والصدر
- قسم الأذن والأنف والحنجرة
- قسم الأمراض الباطنه
- قسم الأمراض العصبية والنفسية
- قسم طب المناطق الحارة والجهاز الهضمي
- قسم طب الأطفال
- قسم الطب الطبيعى والروماتيزم والتأهيل
- قسم الباثولوجيا الإكلينيكية
- قسم التخدير والعناية المركزة الجراحية
- قسم الأمراض الصدرية
- قسم الجراحة العامة

## نظام الدراسة
مدة الدراسة في الكلية 5 سنوات بالإضافة إلى سنتين سنوات الامتياز، وهي مقسمة كالتالي:
- المرحلة الأولى: للفرقة الأولى والثانية.
- المرحلة الثانية: للفرقة الثالثة والرابعة والخامسة.

## مجلة الكلية الدولية
في 30 يوليو 2021، أصدرت كلية الطب جامعة أسوان، أول عدد من المجلة الدولية للكلية، لنشر الابحاث العملية والطبية، لمواكبة كل ما هو جديد وتحقيق مراكز علمية متقدمة، لتصبح جامعة أسوان من ضمن الجامعات الأكثر تقدمًا في تقييم المجلات العلمية الصادرة عنها سواء على المستوى المحلي أو المستوى الدولي.

## القوافل الطبية
- في 1 أغسطس 2021، كرم وزير الصحة بزنجبار في تنزانيا القافلة الطبية لجامعة أسوان، حيث وجه لهم الشكر علي الخدمات الطبية التي قامت بها القافلة الطبية والتي قامت بعلاج 170 حالة من مختلف التخصصات علي مدار أسبوع، منها 49 حالة لجراحة المسالك والمئات من المناظرات والكشوفات للمرضي مع تقديم العلاج لهم بالمجان.[5] القافلة قامت بإجراء عدد 29 حالة تشوهات خلقية مختلفة في المسالك وهي تعد من الجراحات الدقيقة التي تتطلب الخبرة لسنوات عديدة في هذا المجال وقد شملت حالات الشق السفلي لمجرى البول بدرجاته المختلفة وانكشاف المثانة وحالات جنس مختلط بمستشفى شيكي، بالإضافة إلى عدد 20 عملية جراحية مختلفة للكبار في المسالك البولية والتي أجراها الدكتور أحمد صلاح مدرس جراحة المسالك بكلية طب جامعة أسوان ومنها السلس البولي وقد أجريت بمستشفى ويتي بجزيرة بمبا بمدينة زينجبار.[6]

## مستشفيات جامعة أسوان
- المستشفي الرئيسي والذي يبلغ طاقتة الإستيعابية حوالى (450) سرير.[7]

- مستشفى الاستقبال والطوارئ على مساحة 1500 م2 (وبتكلفة إنشائية 330 مليون جنيه)، التي تتكون من 5 أدوار تضم 150 سرير بأقسام طوارئ الإصابات والعناية المركزة والأشعة والمعامل، بالإضافة إلى 6 غرف عمليات جراحية، فضلاً عن استراحة الأطباء وجراج بالدور الأرضى.

- مستشفى الباطنة (بتكلفة إنشائية 140 مليون جنيه) وهى مكونة من 5 أدوار تضم 300 سرير أخرى موزعة بأقسام الباطنة العامة والخاصة والمخ والأعصاب والقلب والأورام والصدرية والجلدية والعلاج الطبيعى.[8]

- مستشفى مدينة أسوان الجديدة العام التي كلف رئيس مجلس الوزراء بتحويلها إلى مستشفى جامعى تابعة لجامعة أسوان بعد الانتهاء من تنفيذها بمدينة أسوان الجديدة، بطاقة 158 سريرا.[9]

- مستشفى اليوم الواحد بأسوان الجديدة وتضم المستشفى العديد من الأقسام وغرفة مجهزة لإجراء العمليات الجراحية الخفيفة والسريعة، ويوجد بمستشفى اليوم الواحد معمل أشعة وتحاليل وغرف إفاقة وإستضافة للمرضى عقب الجراحات الخفيفة وتتكون من دور أرضى وطابقين وتضم 28 غرفة وتحتوي مركزا للأبحاث الطبية المتقدمة وعيادات لليوم الواحد في تخصصات الباطنة والأطفال والنساء والتوليد وغيرها.[10]